# Ben Tre (cidade)
Ben Tre (vietnamita: Thành phố Bến Tre) é um município e capital da província de Ben Tre, localizada na região do Delta do Rio Mekong, no Vietnã. É também sede do distrito de mesmo nome.
A população estimada em 2013 era de 150.530 habitantes e sua área é de 71 km², o que resulta numa densidade demográfica de 1733 hab/km². Localiza-se às margens do rio Ben Tre. Fica distante da Cidade de Ho Chi Minh 85 km, e de Can Tho 110 km.